# 松川誉弘
松川 誉弘（まつかわ たかひろ、1985年4月28日 - ）は、沖縄県豊見城市出身の元プロ野球選手（投手）。左投左打。

## 来歴
2003年のドラフト会議で西武に4巡目で指名され、入団。
2007年は二軍で中継ぎで左打者のワンポイントとして起用され始めたが、肘の怪我が悪化し、8月にサイドスローに転向。しかし思うような成績が上げられず、10月2日に戦力外通告された。
2008年、関西メディカルスポーツ学院に入学。硬式野球部に入部してアマ復帰となった。2009年シーズン終了後、12球団合同トライアウトに参加した。
2010年2月11日から福岡ソフトバンクホークスの打撃投手を務める。2013年10月28日退団が発表された。
2014年からは関西メディカルスポーツ学院でコーチを務めている。

## 人物
- 高校の先輩であるますだおかだの岡田圭右が野球ファンであるため、ドラフト指名後の2004年1月にはラジオ番組「どーだ!ますだおかだ」にゲスト出演したことがある。

## 詳細情報

### 年度別投手成績
一軍試合出場なし

### 背番号
- 48 （2004年 - 2007年）
- 103 （2010年 - 2013年）[3]